# لیبوریتسه
لیبوریتسه (به چکی: Libořice) یک منطقهٔ مسکونی در جمهوری چک است که در ناحیه لوونی واقع شده‌است. لیبوریتسه ۱۰٫۲۹ کیلومتر مربع مساحت و ۳۳۸ نفر جمعیت دارد و ۲۵۹ متر بالاتر از سطح دریا واقع شده‌است.